# 2024–2025-ös magyar labdarúgókupa
A MOL Magyar Kupa 2024–2025-ös szezonja a kupa 86. kiírása, ötödször MOL Magyar Kupa néven. A döntőre 2025. május 14-én került sor a Puskás Arénában. A Paks története második kupagyőzelmét aratta.

## Lebonyolítás
A 3. fordulóban a 2024–2025. évi elsőosztályú bajnokságban szereplő 12 csapat kiemelt, nem kerülhettek össze egymással, viszont a 4. fordulóban már igen. A kupa minden párharca egy mérkőzésen dőlt el. Ha a rendes játékidőben nem született döntés, akkor 2 x 15 perc hosszabbítás következett, ha ezek után sincs győztes, akkor büntetőpárbaj jött.
Pályaválasztói jog:
- Ha a két összesorsolt csapat között osztálykülönbség volt, akkor az alacsonyabb osztályú rendezte a mérkőzést.
- Azonos osztály esetén, az a csapat rendezhetett mérkőzést amelyik a főtábla korábbi fordulóiban kevesebb alkalommal volt pályaválasztó.
- Ha a pályaválasztói jog így sem dönthető el, akkor a sorsoláson hamarabb kihúzott csapat lett a rendező.

| 1. forduló (144 csapat)  | - 4 csapat: a 2023–24. évi NB II-es bajnokság 15-18. helyezettjei. - 2 csapat: a 2023-24. évi NB III-es bajnokság feljutásról döntő osztályozóinak vesztesei. - 44 csapat: a 2023-24. évi NB III-es bajnokság négy csoportjának 2-16. helyezettjei, az NB I-es és NB II-es sportszervezetek tartalékcsapatainak kivételével. - 94 csapat: a megyei és budapesti igazgatóságok által lebonyolított területi selejtezőkön indulási jogot szerzett egyesületek. |
| 2. forduló (72 csapat)   | - 72 továbbjutó az 1. fordulóból |
| 3. forduló (64 csapat)   | - 12 csapat a 2024–25. évi NB I-es bajnokságból - 16 csapat a 2024-25. évi NB II-es bajnokságból - 36 továbbjutó a 2. fordulóból |
| 4. forduló (32 csapat)   | - 32 továbbjutó a 3. fordulóból - Nincs kiemelés, így az NB I-es csapatok már összekerülhetnek egymással is. |
| Nyolcaddöntő (16 csapat) | - 16 továbbjutó a 4. fordulóból |
| Negyeddöntő (8 csapat)   | - 8 továbbjutó az 5. fordulóból) |
| Elődöntők) (4 csapat)    | - 4 továbbjutó a negyeddöntőből |
| Döntő (2 csapat)         | - 2 továbbjutó az elődöntőből |

## Fordulók, időpontok
| Forduló          | Hivatalos játéknap(ok)         | Csapatok | Mérkőzések |
| ---------------- | ------------------------------ | -------- | ---------- |
| 1. forduló       | 2024. augusztus 3., 4.         | 144      | 72         |
| #Második forduló | 2024. augusztus 24., 25.       | 72       | 36         |
| 3. forduló       | 2024. szeptember 14., 15., 16. | 64       | 32         |
| 4. forduló       | 2025. október 29., 30., 31.    | 32       | 16         |
| Nyolcaddöntő     | 2025. február 19., 25.         | 16       | 8          |
| Negyeddöntő      | 2025. április 1., 2., 3.       | 8        | 4          |
| Elődöntő         | 2025. április 22., 23.         | 4        | 2          |
| Döntő            | 2025. május 14.                | 2        | 1          |

## Eredmények
Jelmagyarázat:
- t. – büntetőrúgások utáni eredmény
- hu. – 2 × 15 perc hosszabbítás utáni eredmény

### Első forduló
| 1. csapat                             | Eredmény    | 2. csapat                             |
| ------------------------------------- | ----------- | ------------------------------------- |
| 2024. augusztus 3.                    |             |                                       |
| Érdi VSE (NB III)                     | 2–0         | FC Dunaföldvár (NB III)               |
| Dunaújváros FC (megye I)              | 3–1         | Unione FC (Budapest I)                |
| III. Kerületi TVE (NB III)            | 3–1 hu.     | Bicskei TC (NB III)                   |
| Eger SE (NB III)                      | 2–0         | Sényő FC (NB III)                     |
| VSC 2015 Veszprém (NB III)            | 1–0         | Komárom VSE (NB III)                  |
| Nagyatádi FC (megye I)                | 3–0         | BFC Siófok (NB III)                   |
| Nyírbátori LSE (megye I)              | 0–4         | Mátészalkai MTK (NB III)              |
| Tállya RSE (megye I)                  | 0–3         | Cigánd SE (NB III)                    |
| Borsod SK Alsózsolca (megye I)        | 1–8         | Termálfürdő FC Tiszaújváros (NB III)  |
| Maklár SE (megye I)                   | 1–3         | Újfehértó SE (megye I)                |
| Diósjenői SE (megye I)                | 1–4         | MVSC-Miskolc (megye I)                |
| Jászfényszaru VSE (megye I)           | 5–0         | Baktalórántháza VSE (megye I)         |
| Nagyecsed RSE (megye I)               | 0–0 t.: 4–5 | Tarpa SC (megye I)                    |
| Lőrinci VSC (megye I)                 | 0–2         | Debreceni EAC (NB III)                |
| Sárospataki TC (megye II)             | 1–5         | Monostorpályi SE (megye I)            |
| Hidasnémeti VSE (megye I)             | 0–19        | Tiszafüred VSE (NB III)               |
| Hajdúnánás FK (megye I)               | 0–1         | Salgótarjáni BTC (NB III)             |
| Gyöngyösi AK (megye I)                | 0–2         | Füzesabony SC (NB III)                |
| Gesztelyi FC (megye I)                | 0–5         | FC Hatvan (NB III)                    |
| Vizslási SE (megye I)                 | 0–4         | Putnok FC (NB III)                    |
| Silver Tüzép Karancslapujtő (megye I) | 2–1         | Hajdúsámsoni TTISZE (megye I)         |
| Testvériség Újpalota SE (Budapest I)  | 1–0         | Algyő (megye I)                       |
| 1908 Szentlőrinci AC (Budapest I)     | 5–0         | Törökszentmiklósi FC                  |
| Szegedi VSE (NB III)                  | 0–2         | BKV Előre (NB III)                    |
| Fémalk-Dunavarsány (megye I)          | 2–1         | Gyulai Termál FC (NB III)             |
| Gyomaendrődi FC (megye I)             | 0–7         | Dunaharaszti MTK (NB III)             |
| Harta SE (megye I)                    | 6–0         | Füzesgyarmat SK (megye I)             |
| Rákospalotai EAC (Budapest I)         | 0–2         | Hódmezővásárhelyi FC (NB III)         |
| Monor SE (NB III)                     | 1–0         | Pénzügyőr SE (NB III)                 |
| Sándorfalvi SKE (megye I)             | 2–4         | Tiszakécskei LC (NB III)              |
| Teskánd KSE (megye I)                 | 2–9         | Mosonmagyaróvári TE (NB III)          |
| Söpte SE (megye I)                    | 0–1         | Abda SC (megye I)                     |
| Úrkút SK (megye I)                    | 2–4         | Csesztregi KSE (megye I)              |
| Sárvári FC (megye I)                  | 1–0         | Zalalövői TK (megye I)                |
| FK Szakonyfalu (megye III)            | 0–22        | Mezőörs KSE (megye I)                 |
| Nyergesújfalu SE (megye I)            | 0–3 hu.     | Szombathelyi MÁV Haladás VSE (NB III) |
| Bonyhád VLC (NB III)                  | 0–0 t.: 4–5 | PTE-PEAC (NB III)                     |
| Viadukt SE-Biatorbágy (megye I)       | 0–2         | Kaposvári Rákóczi FC (NB III)         |
| Marcali VFC (megye I)                 | 2–2 t.: 2–4 | Ercsi Kinizsi SE (megye I)            |
| FC Nagykanizsa (NB III)               | 1–0         | Gárdony-Agárdi Gyógyfürdő (NB III)    |
| Nagybajomi AC (megye I)               | 2–3         | Mohácsi TE 1888 (megye I)             |
| Király SE (megye I)                   | 0–1         | Móri SE (megye I)                     |
| 2024. augusztus 4.                    |             |                                       |
| Sárbogárd SE (megye I)                | 1–2         | Budaörs (NB III)                      |
| Péti MTE (megye I)                    | 1–2         | Kelen SC (megye III)                  |
| Kakasd SE (megye I)                   | 0–1         | Pécsi MFC (NB III)                    |
| Rábatótfalui SE (megye II)            | 0–6         | Zalaszentgróti VFC (megye I)          |
| Bólyi SE (megye I)                    | 1–4         | Iváncsa KSE (NB III)                  |
| Hímesházi KSE (megye II)              | 0–12        | Szekszárdi UFC (NB III)               |
| Gyógyfürdő Harkány (megye I)          | 1–5         | Majosi SE (NB III)                    |
| Győrszentiván SE (megye I)            | 2–4         | Pápai Perutz FC (megye I)             |
| Vitnyéd SE (megye I)                  | 0–3         | Balatonfüredi FC (NB III)             |
| Tihanyi FC (megye I)                  | 2–3         | Csornai SE (megye I)                  |
| Lábatlani SE (megye I)                | 0–5         | Dorogi FC (NB III)                    |
| Üstökös FC Bácsa (megye I)            | 0–4         | Koroncó KSSZE (megye I)               |
| Bakonycsernye (megye II)              | 1–0         | Sárisápi BSE (megye I)                |
| Kertigepvilag.hu Böde (megye II)      | 0–6         | Vép VSE (megye I)                     |
| Meton-FC Dabas SE (NB III)            | 0–2         | ESMTK (NB III)                        |
| Mezőmegyer SE (megye II)              | 4–2         | Lajosmizsei FC (megye I)              |
| Jánoshalmi SE (megye I)               | 4–0         | Kunbajai SE (megye I)                 |
| Ceglédi VSE (megye I)                 | 1–4         | Csepel TC (NB III)                    |
| Kalocsa FC (megye I)                  | 0–2         | Tiszasziget SE (megye I)              |
| Szajol KLK (megye I)                  | 0–4         | Szolnoki MÁV FC (NB III)              |
| OMTK-ULE 1913 (megye I)               | 1–4         | Tiszaföldvár SE (NB III)              |
| Pilisi LK (megye I)                   | 1–3         | Martfűi LSE (NB III)                  |
| Héhalom SE (megye I)                  | 0–4         | Karcagi SE (NB III)                   |
| Nyíradony VVTK (megye I)              | 2–3         | Gödöllő SK (megye I)                  |
| Bábolnai SE (megyei I)                | 1–16        | FC Sopron (NB III                     |
| Duna SK (Budapest IV)                 | JN          | Körösladányi MSK                      |
| Balatonalmádi SE (megye I)            | JN          | Szombathelyi Haladás                  |
| Faddi SE (megye II)                   | JN          | Diósdi TC (megye I)                   |
| Lovászhetény (megye I)                | JN          | Somogysárd SE (megye I)               |
| Érdi VSE (NB III)                     | JN          | FC Dunaföldvár (NB III)               |

- A Körösladány a 2024-2025-ös szezonban nem indított felnőtt csapatot.
- A Haladás visszalépett

### Második forduló
| 1. csapat                             | Eredmény    | 2. csapat                             |
| ------------------------------------- | ----------- | ------------------------------------- |
| 2024. augusztus 24.                   |             |                                       |
| PTE-PEAC (NB III)                     | 1–2         | FC Nagykanizsa (NB III)               |
| Kelen SC (NB III)                     | 2–0         | Szekszárdi UFC (NB III)               |
| Csesztregi KSE (megye I)              | 1–2         | Mosonmagyaróvári TE (NB III)          |
| Duna SK (Budapest IV.)                | 0–15        | Tiszakécskei LC (NB III)              |
| Mohácsi TE 1888 (megye I)             | 0–3         | III. kerületi TVE (NB III)            |
| Gödöllői SK (megye I)                 | 1–0         | Cigánd SE (NB III)                    |
| Füzesabony SC (NB III)                | 1–0         | Termálfürdő FC Tiszaújváros (NB III)  |
| Tarpa SC (megye I)                    | 2–1         | Mátészalkai MTK (NB III)              |
| Salgótarjáni BTC (NB III)             | 0–1         | Putnok FC (NB III)                    |
| Monostorpályi SE (megye I)            | 0–3         | Debreceni EAC (NB III)                |
| Újfehértó SE (megye I)                | 0–3         | FC Hatvan (NB III)                    |
| Tiszasziget SE (megye I)              | 1–2         | ESMTK (NB III)                        |
| 1908 SZAC (Budapest I.)               | 2–1         | Martfűi LSE (NB III)                  |
| Harta SE (megye I)                    | 3–2         | Jánoshalmi SE (megye I)               |
| Szolnoki MÁV FC (NB III)              | 2–2 t.: 3–4 | Monor SE (NB III)                     |
| BKV Előre SC (NB III)                 | 5–0         | Dunaharaszti MTK (NB III)             |
| Fémalk-Dunavarsány (megye I)          | 4–2 hu.     | Csepel SC (NB III)                    |
| Sárvári FC (megye I)                  | 1–0         | Balatonfüredi FC (NB III)             |
| Vép VSE (megye I)                     | 1–3         | Dorogi FC (NB III)                    |
| Bakonycsernye (megye II)              | 1–9         | Csornai SE (megye I)                  |
| Pápai Perutz FC (megye I)             | 5–2         | Móri SE (megye I)                     |
| Mezőörs KSE (megye I)                 | 2–0         | Abda SC-VVFK Bau (megye I)            |
| Koroncó KSSZE (megye I)               | 2–4         | Szombathelyi MÁV Haladás VSE (NB III) |
| Budaörs (NB III)                      | 3–2         | Majosi SE (NB III)                    |
| Nagyatádi FC (megye I)                | 1–3         | Érdi VSE (NB III)                     |
| Ercsi Kinizsi SE (megye I)            | 2–7         | Iváncsa KSE (NB III)                  |
| Somogysárd SE (megye I)               | 1–9         | Pécsi MFC (NB III)                    |
| FC Sopron (NB III)                    | 2–1         | VSC 2015 Veszprém (NB III)            |
| 2024. augusztus 25.                   |             |                                       |
| Mezőmegyer SE (megye II)              | 1–4         | Hódmezővásárhelyi FC (NB III)         |
| MVSC-Miskolc (megye I)                | 2–3         | Eger SE (NB III)                      |
| Silver Tüzép Karancslapujtő (megye I) | 1–4         | Tiszafüred VSE (NB III)               |
| Jászfényszaru VSE (megye I)           | 0–4         | Karcagi SE (NB III)                   |
| Testvériség Újpalota SE (Budapest I.) | 1–0 hu.     | Tiszaföldvár SE (NB III)              |
| Zalaszentgróti VFC (megye I)          | 0–0 t.: 4–5 | Balatonalmádi SE (megye I)            |
| Faddi SE (megye II)                   | 1–11        | Dunaújváros FC (megye I)              |
| Pátka (megye II)                      | 2–9         | Kaposvári Rákóczi FC (NB III)         |

### Harmadik forduló
| 1. csapat                             | Eredmény     | 2. csapat                              |
| ------------------------------------- | ------------ | -------------------------------------- |
| 2024. szeptember 14.                  |              |                                        |
| FC Nagykanizsa (NB III)               | 2–3 hu.      | FC Ajka (NB II)                        |
| Balatonalmádi SE (megye I)            | 0–0 t.: 3–1  | Pápai Perutz FC (megye I.)             |
| Iváncsa KSE (NB III)                  | 4–0          | Tiszakécskei LC (NB III)               |
| Mosonmagyaróvári TE (NB III)          | 2–2 t.: 5–4  | Budaörsi SC (NB III)                   |
| III. Kerületi TVE (NB III)            | 0–0 t.: 2–4  | Kisvárda FC (NB II)                    |
| Kaposvári Rákóczi FC (NB III)         | 1–1 t.: 0–3  | Tiszafüred VSE (NB III)                |
| Eger SE (NB III)                      | 0–4          | Soroksár SC (NB II)                    |
| Tarpa SC (megye I)                    | 5–0          | Harta SE (megye I)                     |
| Füzesabony SC (NB III)                | 1–2          | Szeged-Csanád Grosics Akadémia (NB II) |
| Debreceni EAC (NB III)                | 0–2 hu.      | BVSC-Zugló (NB II)                     |
| Dunaújváros FC (megye I)              | 0–6          | Karcagi SE (NB III)                    |
| Kelen SC (NB III)                     | 1–5          | Budapest Honvéd FC (NB II)             |
| Testvériség-Újpalota SE (megye I)     | 0–2          | Tatabánya (NB II)                      |
| 1908 SZAC Budapest (megye I)          | 1–2          | ESMTK (NB III)                         |
| Sárvári FC (megye I)                  | 0–2          | FC Sopron (NB III)                     |
| Fémalk-Dunavarsány (megye I)          | 0–7          | Újpest FC                              |
| FC Hatvan (NB III)                    | 0–4          | Zalaegerszegi TE FC                    |
| Putnok FC (NB III)                    | 2–6          | ETO FC Győr                            |
| Hódmezővásárhelyi FC (NB III)         | 0–2          | MTK Budapest FC                        |
| Monor SE (NB III)                     | 0–2          | Fehérvár FC                            |
| Vasas FC (NB II)                      | 1–1 t.: 6–7  | Nyíregyháza Spartacus FC               |
| Pécsi MFC (NB III)                    | 3–3 te.: 4–5 | Szentlőrinc SE (NB II)                 |
| Dorogi FC (NB III)                    | 1–0          | Érdi VSE (NB III                       |
| Békéscsaba 1912 Előre (NB II)         | 0–4          | Debreceni VSC                          |
| Mezőkövesd Zsóry FC (NB II)           | 3–1          | Aqvital FC Csákvár (NB II)             |
| 2024. szeptember 15.                  |              |                                        |
| BKV Előre SC (NB III)                 | 1–5          | Gyirmót FC Győr (NB II)                |
| Csornai SE (megye I)                  | 1–2          | Gödöllői SK (megye I)                  |
| Budafoki MTE (NB II)                  | 0–3          | Ferencvárosi TC                        |
| HR-Rent Kozármisleny FC (NB II)       | 0–4          | Kecskeméti TE                          |
| Szombathelyi MÁV Haladás VSE (NB III) | 0–7          | Puskás Akadémia FC                     |
| 2024. szeptember 16.                  |              |                                        |
| Kazincbarcika SC (NB II)              | 2–4 hu.      | Diósgyőri VTK                          |
| 2024. október 9.                      |              |                                        |
| Mezőörs KSE (megye I)                 | 0–3          | Paksi FC                               |

### Negyedik forduló
| 1. csapat                              | Eredmény    | 2. csapat                |
| -------------------------------------- | ----------- | ------------------------ |
| 2024. október 29.                      |             |                          |
| Mezőkövesd Zsóry FC (NB II)            | 1–0         | Debreceni VSC            |
| 2024. október 30.                      |             |                          |
| Mosonmagyaróvári TE (NB III)           | 0–3         | Győri ETO FC             |
| BVSC-Zugló (NB II)                     | 0–1         | Újpest FC                |
| Gödöllői SK (megye I)                  | 1–2         | Dorogi FC (NB III)       |
| Tarpa SC (megye I)                     | 0–5         | Iváncsa KSE (NB III)     |
| Karcagi SE (NB III)                    | 1–0         | Kecskeméti TE            |
| Balatonalmádi SE (megye I)             | 0–4         | Kisvárda FC (NB II)      |
| Szentlőrinc SE (NB II)                 | 1–2         | Zalaegerszegi TE FC      |
| FC Ajka (NB II)                        | 3–3 t.: 2–4 | Nyíregyháza Spartacus FC |
| Tatabánya (NB II)                      | 2–3         | Puskás Akadémia FC       |
| Szeged-Csanád Grosics Akadémia (NB II) | 0–3         | MTK Budapest FC          |
| FC Sopron (NB III)                     | 2–2 t.: 4–3 | Soroksár SC (NB II)      |
| Fehérvár FC                            | 2–1         | Diósgyőri VTK            |
| 2024. október 31.                      |             |                          |
| ESMTK (NB III)                         | 1–3 hu.     | Gyirmót FC Győr (NB II)  |
| Tiszafüred (NB III)                    | 1–2         | Ferencvárosi TC          |
| Budapest Honvéd FC (NB II)             | 1–5         | Paksi FC                 |

### Nyolcaddöntő
| 1. csapat                   | Eredmény | 2. csapat           |
| --------------------------- | -------- | ------------------- |
| 2025. február 19.           |          |                     |
| Gyirmót FC Győr (NB II)     | 0–2      | Fehérvár FC         |
| 2025. február 25.           |          |                     |
| Nyíregyháza Spartacus FC    | 1–0      | Puskás Akadémia FC  |
| 2025. február 26.           |          |                     |
| Iváncsa KSE (NB III)        | 0–2      | MTK Budapest FC     |
| Karcagi SE (NB III)         | 1–2      | Zalaegerszegi TE FC |
| Mezőkövesd Zsóry FC (NB II) | 0–3      | Paksi FC            |
| FC Sopron (NB III)          | 0–3      | Kisvárda FC         |
| Dorogi FC (NB III)          | 0–1      | Újpest FC           |
| 2025. február 27.           |          |                     |
| ETO FC Győr                 | 3–4      | Ferencvárosi TC     |

### Negyeddöntő
| 1. csapat           | Eredmény | 2. csapat                |
| ------------------- | -------- | ------------------------ |
| 2025. április 1.    |          |                          |
| Zalaegerszegi TE FC | 2–0      | Nyíregyháza Spartacus FC |
| 2025. április 2.    |          |                          |
| Kisvárda FC         | 0–1      | Paksi FC                 |
| Ferencvárosi TC     | 3–1      | Újpest FC                |
| 2025. április 3.    |          |                          |
| MTK Budapest FC     | 4–2      | Fehérvár FC              |

### Elődöntő
| 1. csapat         | Eredmény | 2. csapat           |
| ----------------- | -------- | ------------------- |
| 2025. április 22. |          |                     |
| Paksi FC          | 2–1      | Zalaegerszegi TE FC |
| 2025. április 23. |          |                     |
| Ferencvárosi TC   | 3–1      | MTK Budapest FC     |

### Döntő
| 2025. május 14. 19:00 (UTC+2) |

| Ferencvárosi TC                         | 1–1 (h. u.)                 | Paksi FC                              |
| --------------------------------------- | --------------------------- | ------------------------------------- |
| Joseph 90+4'                            | (0–1) Jegyzőkönyv Részletek | Tóth B. 45+1'                         |
| Büntetőpárbaj                           |                             |                                       |
| Pešić Zachariassen Joseph Gustavo Cissé | 3–4                         | Windecker Ádám Balogh Gyurkits Vécsei |

| Puskás Aréna, Budapest Nézőszám: 54 762 Játékvezető: Pintér Csaba |

A Paksi FC MK-ban szerepelt játékosai: Simon Barnabás, Kovácsik Ádám, Szappanos Péter – Ádám Martin, Balogh Balázs, Böde Dániel, Földi Dominik, Győrfi Milán, Gyurkits Gergő, Haraszti Zsolt, Hinora Kristóf, Horváth Kevin, Kinyik Ákos, Kovács Krisztián, Könyves Norbert, Lenzsér Bence, Mezei Szabolcs, Osváth Attila, Ötvös Bence, Papp Kristóf, Pesti Zoltán, Silye Erik, Szabó János, Tóth Barna, Varga Roland, Vas Gábor, Vécsei Bálint, Windecker József, Zimonyi Dávid